# グンテル

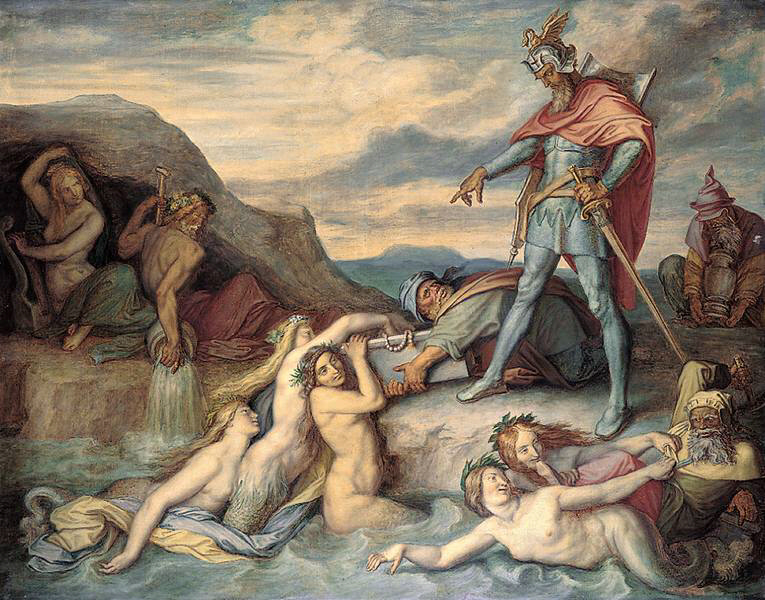
ニーベルンゲンの歌によれば、 グンテルはハゲネに命じて財宝をライン川に捨てさせた。（ペーター・フォン・コルネリウス、1859年）

グンテル（グンター、ドイツ語: Gunther）は、ゲルマンの伝説に登場するブルグント人の王である。北欧の伝承ではグンナル（古ノルド語: Gunnarr）という。実在した5世紀初頭のブルグント王グンダハール（古高ドイツ語: Gundahar、ラテン語: Gundaharius）のことだが、各地でその事績が伝承された結果、むしろ物語の登場人物として知られる。
歴史上のグンダハールが君臨したのは、ブルグントがライン川を超えてローマ領ガリアに侵入した後の短い間とされる。簒奪皇帝ヨウィヌスが敗れるまでその戦役に関わり、戦後はローマと同盟を結んでライン左岸に定住した。436年、グンダハールはローマの属州ベルギカ・プリマに攻め込んだが、翌年フン族の傭兵の助力を得たローマの将軍フラウィウス・アエティウスに破られ、戦死した。
こういった史実を元に、伝説上のグンテルは、フン王アッティラの宮廷で死んだものとされた。グンテルはさまざまな伝説に登場し、中でもジークフリートとブリュンヒルトの物語への関わりは有名である。アキテーヌのワルテルの伝説にも敵として登場する。これらの伝説に主人公でない役として登場するのは後付けの設定と考えられている。ブルグント人の破滅の物語においても、時代が下るにつれてグンテルの重要性は薄れていった。
伝説上の人物としてのグンテルは、ラテン語、中高ドイツ語、古ノルド語、古英語の文献や、スカンディナヴィアのさまざまな図像に登場する。ドイツ語の『ニーベルンゲンの歌』、中世ラテン語の『ワルタリウス』、古ノルド語の『詩のエッダ』『ヴォルスンガ・サガ』が特に重要な文献である。グンテルは、シグルズ伝説を元にしたリヒャルト・ワーグナーの歌劇『ニーベルングの指環』においても重要な役を果たす。

## 語源
ゲルマン祖語の*gunþ-（戦争）と、*-hari（軍隊）の2つの要素からなる。
歴史上のグンダハール（Gundahar）という名前は、ラテン語のグンダハリウス（Gundaharius、Gundicharius）やギリシア語のギュンティアリオス（Γυντιάριος、Gyntiarios）という表記を根拠とするものである。これが中世ラテン語ではグンタリウス（Guntharius）、古英語ではグースヘレ（Gūðhere）、古ノルド語ではグンナル（Gunnarr）、中高ドイツ語ではグンテル（Gunther）となる。

## 歴史上のグンダハール
グンダハールは、実在が明らかになっている最初のブルグント王である。彼が単独の王であったか、伝説にあるように兄弟との共同統治であったかははっきりしない。歴史家であるテーベのオリュンピオドロスは彼を複数形のφύλαρχος（phylarchos）の称号で呼んでいることからすれば、単独の統治者でなかったとも考えられる。アキテーヌのプロスペロスは、彼を王（rex）であるとしている。
406-407年、他のゲルマン人部族とともにブルグント人の大多数がラインを渡った。411年、グンダハール王は、アラン人の王ゴールと協力して、ライン下流河畔ゲルマニア・インフェリオルの地で傀儡皇帝ヨウィヌス（Jovinus）を擁立した。記録には、ヨウィヌスの南ガリア戦役に関わったとある。413年にヨウィヌスが敗れると、ローマの軍司令官（マギステル・ミリトゥム）であったコンスタンティヌスは、ブルグントをフォエデラティとしてラインの左岸に定住させた。後世の伝説を根拠として、この定住地がヴォルムス周辺であったというのが定説だが、異論もある。
430年代に入り、ブルグント人に対するフン族の圧力が高まる中で、435年、グンダハールはその対応として、トリーア周辺を本拠とするローマ属州ベルギカ・プリマに攻め入った。迎え撃つローマの将軍フラウィウス・アエティウスはこれを破るも、ブルグントの国家としての権利を保証した。しかし翌年（436年）、アエティウスはフン族の傭兵を引き連れブルグントを攻撃し、王国を滅ぼした。アキテーヌのプロスペロスによれば、グンダハールと部族の多くはアエティウスとの戦闘で死んだとされる。
アエティウスは、亡国の民をローヌ川上流のサヴォワに移し住まわせた。グンダハール王とその破滅は、移住させられたブルグントの民や隣接するゲルマン人部族によって記憶され、伝えられたものと考えられている。
王国を再建したグンドバード王によって5世紀末から6世紀初頭に編纂された『ブルグント法典』には、旧王国の王統について、ギビコ（Gibico）、グンドマール（Gundomar）、ギスラハリウス（Gislaharius）、グンダハールの4人の記載があるが、彼らの血縁関係に関する言及はない。伝説では、ギビコ（ギューキ）はグンテルの父として、グンドマール（ゲルノート、ゲルノーズ、グットルム）とギスラハリウス（ギーゼルヘル、ギスレル）はグンテルの兄弟にして共同統治者として登場する。

## アングロ・サクソンの伝承

### ワルデレ
アキテーヌのワルテル伝説を語る古英語の断片的な詩『ワルデレ』（1000年頃）では、グースヘレ（グンテル）はワルデレ（ワルテル）を攻めようとする。グースヘレは、ワルデレが友好のために贈った品を拒絶するなど、高慢な人物として描かれる。グースヘレはワルデレのもつ黄金を奪おうとする様子を見せる。

### ウィドシース
古英語の詩『ウィドシース』では、語り手がブルグント人を訪ねた際、グースヘレから指輪を賜ったという下りがある。

## 大陸の伝承

### ワルタリウス
『ワルタリウス』は、アキテーヌのワルテルの伝説をラテン語で書き直した叙事詩である。定説では1000年頃のものとされるが、カロリング朝の頃に作られたとする説もある。
『ワルタリウス』では、グンタリウス（グンテル）はヴォルムスを根城とするフランク人の王として登場する。詩の冒頭、グンタリウスの父ギビコは、未だ幼少のグンタリウスの代わりに、臣下であるハゲノを人質としてフン族へと送った。ハゲノは後に脱出し王国へと戻っていた。ワルタリウス（ワルテル）と恋人ヒルトグントがフン族から宝を奪って逃亡したとき、彼らはヴォルムスの近くでラインを渡り、グンタリウスの王国へ入る。彼らは渡し守に駄賃として魚を渡したが、渡し守は近くでは見かけないその魚を王の許へと送ってしまう。それを見たハゲノは彼らがワルタリウスであると気が付き、グンタリウスへと知らせる。グンタリウスは、宝はかつて父王がアッティラに献上した黄金であり、取り返すべしと主張した。ハゲノの諫言にもかかわらず、王は兵を差し向けて二人の捕縛に乗り出す。二人を見つけたグンタリウスは、ワルタリウスに、黄金とヒルトグントを渡すよう要求する。差し向けた兵は、要求を拒絶したワルタリウスによって殺され、ついにはグンタリウスとハゲノだけになってしまう。グンタリウスはワルタリウスの退却を許すふりをして後ろから襲いかかる。ワルタリウスはグンタリウスの片足を切り飛ばしたが、いざ殺そうという段でハゲノに阻まれる。ハゲノとワルタリウスは一騎打ちをし、ついには双方不具となるも、ヒルトグントの治療を受けて和解し、友人として別れた。
この物語では、グンタリウスがフン族の黄金に魅せられたために破滅するという筋となっており、史実とはむしろ逆になっている。ジークフリート伝説での役割と同様に、ワルテル伝説における役割もまたグンテルに負のイメージを与えるものとなっている。

### ニーベルンゲンの歌

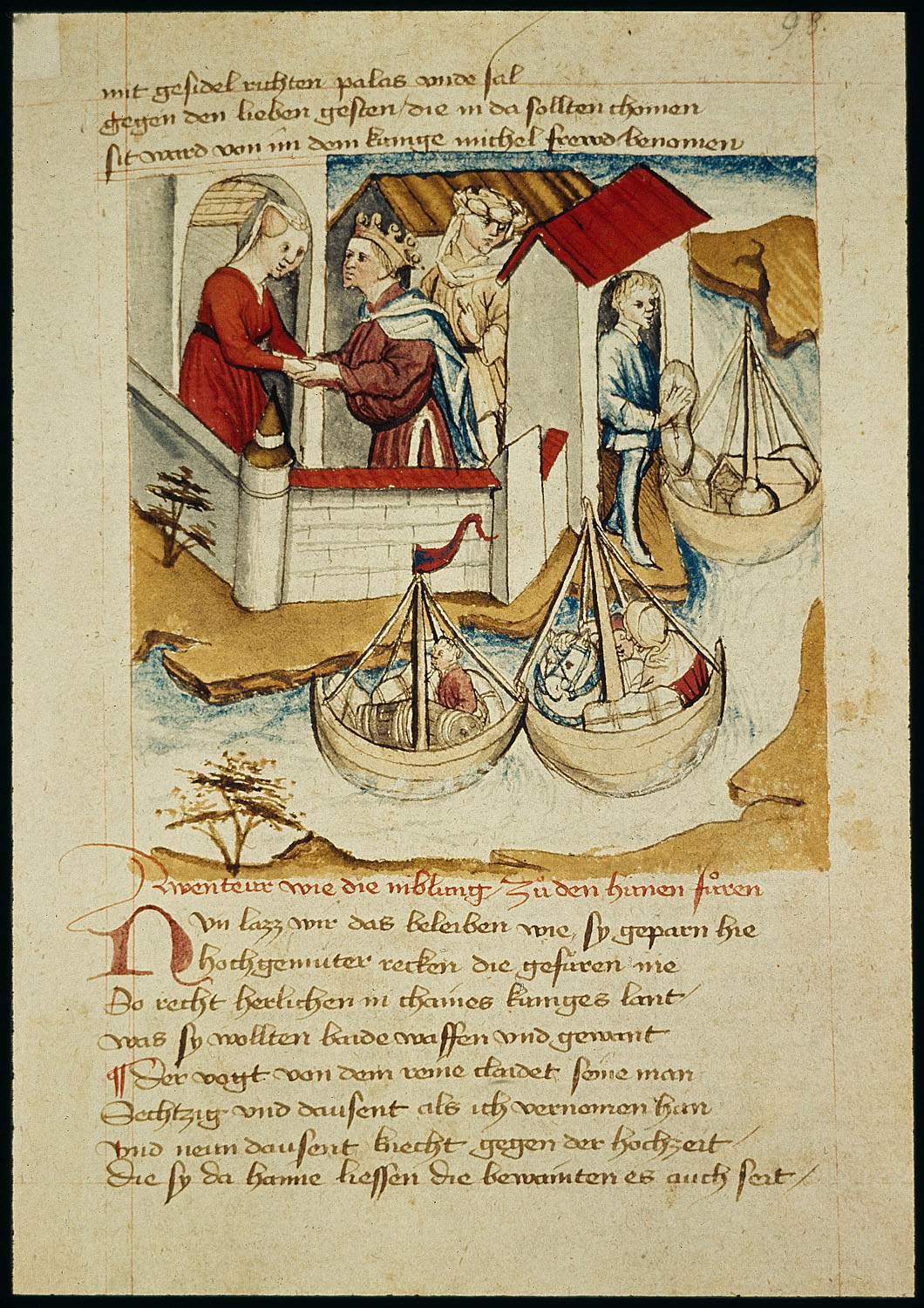
ブルグント人にエッツェルの宮廷への出立に備えさせるグンテル（フンデスハーゲン写本）

グンテルの物語が次に文献上に登場するのは、1200年頃に成立した『ニーベルンゲンの歌』においてである。『ニーベルンゲンの歌』では、グンテルはヴォルムスに城を構えるブルグントの王である。父王ダンクラートと母后ウーテの子で、二人の兄弟ギーゼルヘルとゲルノートとともに王国を治めており、クリームヒルトという妹がいた。クリームヒルトへの求婚のためにヴォルムスに来たジークフリートは、妹姫をよこすように王グンテルに要求する。するとグンテルは、敵であるサクソン人やデーン人と戦うのにジークフリートの力を借りることにし、これを破る。果たしてグンテルはジークフリートに妹との結婚を許したが、これにはもう一つ条件が課された。グンテルがイースラント（アイスランド）の女王ブリュンヒルトに求婚するのを手伝え、というものである。ブリュンヒルトは豪腕の女傑であり、求婚者は彼女の課す力試しをこなさねば、結婚するどころか殺されてしまうのである。タルンカッペという魔法の隠れ蓑を使ったジークフリートの助けを得たグンテルは、力試しを攻略し、ブリュンヒルトはグンテルとの結婚を強いられた。しかし、ブリュンヒルトはグンテルとの共寝を拒否し、グンテルを縛り上げて天井に吊るしてしまう。グンテルは、タルンカッペでグンテルに姿を変えたジークフリートの助けを再び借りてブリュンヒルトを押さえ込み、共寝を遂げる。
しばらく後、クリームヒルトとブリュンヒルトは口論する。クリームヒルトはブリュンヒルトに、ブリュンヒルトの処女を奪ったのはグンテルでなくジークフリートであったと告げる。ブリュンヒルトがグンテルに訴えたので、グンテルはジークフリートに、それは真実でないと公に誓わせた。しかし、ブリュンヒルトとグンテルの臣下ハゲネは満足せず、グンテルを説得して、狩りの場でジークフリートを殺すよう差し向ける。ハゲネはジークフリートを殺し、クリームヒルトがジークフリートから相続するはずだったニーベルングの秘宝を掠め取ろうと画策する。数年後、クリームヒルトはしぶしぶグンテルと和解するものの、ハゲネとはしなかった。フン王エッツェルと再婚したクリームヒルトは、復讐を企て、兄グンテルをフンの地へ招待する。ハゲネの諫言にもかかわらずグンテルは申し出を受け、ブルグント人たちはヴォルムスからエッツェルブルク（ブダ）へと向かう。クリームヒルトの手引きでブルグントとフンが戦闘になり、グンテルは勇敢に戦うものの、ついに残るはグンテルとハゲネのみとなってしまう。フン族の客将となっていた東ゴート王ベルンのディートリヒは二人を生け捕りにする。捕らえられたハゲネが、グンテル王が生きているうちはニーベルングの秘宝のありかは明かせないというと、クリームヒルトは兄グンテルの首を刎ねて殺した。

### シズレクのサガ
『シズレクのサガ』（1250年頃）は古ノルド語で書かれているが、内容の多くはドイツ語（特に低地ドイツ語）の口承や、一部『ニーベルンゲンの歌』などのドイツ語文献から翻訳されたものであるため、ここに記述する。
グンナル（グンテル）は北ドイツのニヴルンガランドに住まうニヴルング族の王であり、ヴェルニッツァ（ヴォルムス）に本拠を置いていた。アルドリアン王とオーダ妃の息子であり、兄弟姉妹にグリームヒルド（クリームヒルト）、ゲルノーズ（ゲルノート）、ギスレル（ギーゼルヘル）が、また腹違いの兄弟にホグニ（ハゲネ）がいた。写本によっては、父親をイルング王とするものもある。
グンナルは、シズレク（ディートリヒ・フォン・ベルン）によって集められた12人の勇士による遠征に参加する。イスング王の息子と戦って負けたグンナルだったが、シズレクがシグルズ（ジークフリート）を破ったために解放される。シズレクとシグルズはグンナルに伴ってブルグント王宮へと赴き、シグルズはグンナルの妹グリームヒルドと結婚する。シグルズがグンナルにブリュンヒルドと結婚するよう勧めると、グンナルは了承する。かつてシグルズと結婚の約束をしたと主張するブリュンヒルドは、グンナルとの結婚に当初は乗り気ではなかったが、最終的には受け入れる。しかし、グンナルとの共寝は拒否し、その怪力でグンナルを圧倒する。グンナルはシグルドに、自分の変装をしてブリュンヒルドの処女を奪ってほしいと頼む。結果、ブリュンヒルドの力は失われ、彼女はグンナルの宮廷へと連れて行かれる。
しばらく後、宮廷での地位をめぐって、ブリュンヒルドとグリームヒルドの間に諍いが起こる。口論をするうちに、グリームヒルドは、ブリュンヒルドの処女を奪ったのがグンナルでなくシグルズであることを暴露する。これがグンナルの耳に入り、グンナルとホグニはシグルズを殺すことに決める。ホグニは狩りの場でシグルズを殺し、グンナルとともに死体をグリームヒルドの寝床まで運ぶ。その後、グリームヒルドはアトリ（アッティラ）と結婚し、スサト（ゾースト）にある新たな夫の宮廷へとグンナルを招待する。これは復讐を企図してのものだったが、一方アトリは、グンナルらがシグルズから奪った秘宝を得んとしていた。ホグニの諫言にもかかわらずグンナルは訪問を承諾する。『ニーベルンゲンの歌』と同様に、アトリの宮廷でのグンナルはホグニの後についていくだけの役割となっている。戦闘が始まると、グンナルは捕虜となり、グリームヒルドに指示されたアトリによって蛇で満たされた塔へと投げ込まれ、死ぬ。
このサガの作者は、多少なりとも一貫性のある物語を作るために、話材とした口承や文献に多くの変更を加えている。スカンディナヴィアに伝わるたくさんの異聞について言及があることから、スカンディナヴィアの読者が知っている物語と整合するように細部を変更したと思われる。このサガにおけるブルグントの滅亡の場面は、北欧と大陸の伝承から取り出した要素をうまく組み合わせた典型である。北欧のものに近い要素は、本来の低地ドイツの伝統を受け継いでいる可能性がある。例えば「蛇の塔（Schlangenturm）」は18世紀の終わりまでゾーストに存在していたことが判明している。

## スカンディナヴィアの伝承

### 詩のエッダ
1270年頃に編纂されたとされる『詩のエッダ（古エッダ）』は、さまざまな時代の神話や英雄譚を集めた古ノルド語による詩群である。一般的に、『古エッダ』に含まれる詩には900年以前のものはないと考えられており、13世紀になって書かれたものもあるとされる。一見古そうに見える詩も、古い様式を擬して書かれたものがあったり、また、新しそうに見える詩も、古い内容を作り直したものがあったりして、信頼できる年代の特定は不可能である。
『詩のエッダ』では、スカンディナヴィアの他の伝承と同様に、グンナル（グンテル）は、ギューキ王の息子で、グズルーン（クリームヒルト）とホグニ（ハゲネ）の兄弟として登場する。詩によって、グットルムを兄弟とするもの、従兄弟とするもの、異父兄弟とするものがある。グルロンドという妹が登場する詩も一つだけある。

#### グリーピルの予言
『グリーピルの予言』は、シグルズが自身の生涯について受けた予言の体をとった詩である。グズルーンと結婚し、ブリュンヒルドに求婚するグンナルを助け、結果として殺されることをシグルズは知る。
この詩はそれほど古いものではないと考えられている。

#### シグルズの歌　断片
『シグルズの歌』は断片的にしか残っていない。現存する部分には、シグルズの殺害が語られている。ブリュンヒルドがシグルズと寝たと主張したため、グンナルはシグルズを殺そうとするが、ホグニは虚言だと言ってそれを諌める。果たしてシグルズは殺され、グンナルは将来を深く憂うが、一方のブリュンヒルドは、シグルズを殺すために嘘をついたことを認める。この詩では、グズルーンとブリュンヒルドが注目され、グンナルは補助的な役割を担うに過ぎない。

#### シグルズの短い歌
『シグルズの短い歌』でも、シグルズがグンナルの宮廷を訪れてから殺されるまでの顛末が再度語られる。心理的な動機に詳しく触れるその内容や詩の形式から、この詩も一般的にはそれほど古くないと考えられている。
シグルズがグンナルの宮廷を訪れると、二人は意気投合し、シグルズはグンナルの求婚を手助けすることになる。シグルズはグズルーンと結婚するが、ブリュンヒルドもまたシグルズを欲しがる。嫉妬に駆られたブリュンヒルドは、シグルズを殺さないなら離婚する、とグンナルを脅す。グンナルとホグニは、女王を失うよりはシグルズが死んだほうがましと考え、弟のグットルムを唆してシグルズを殺す。ブリュンヒルドはグズルーンの嘆きを聞いて高笑いし、それを聞いたグンナルは彼女を責め、告発する。ブリュンヒルドは、もともとグンナルとは結婚したくもなく、ただ兄のアトリに言われたからそうしただけだと述べる。グンナルの説得にもかかわらず、ブリュンヒルドは自害する。

#### ニヴルング族の殺戮
『ニヴルング族の殺戮』は、シグルズの死のエピソードと、ニヴルング族（ブルグント人）とアトリ（アッティラ）に関する次の詩をつなぐ短い散文である。アトリは、妹のブリュンヒルドが死んだことでグンナルを責めたため、グンナルはその慰謝のためにアトリに未亡人グズルーンを嫁がせる。グンナルは、ブリュンヒルドとアトリの妹オッドルーンとの結婚を望むが、アトリに拒絶され、二人は恋人同士になる。しばらく後、グンナルとホグニはアトリに招かれ、グズルーンの諌めも聞かず宮廷へと向かう。果たして二人は囚われの身となり、グンナルは蛇の穴へ投げ込まれる。グンナルはハープを演奏して蛇たちを眠らせるが、最後には一匹に肝臓を噛まれ、死ぬ。

#### オッドルーンの嘆き
『オッドルーンの嘆き』は、アトリの妹であるオッドルーンがグンナルへの愛を語る筋書きとなっている。ブリュンヒルドが死んだ後、オッドルーンへのグンナルの求婚をアトリがはねつける。それでも二人は恋仲となり、共寝をするが、ある日ついに露見してしまう。怒ったアトリはグンナルとホグニを殺す。オッドルーンは蛇の穴からグンナルを逃がそうとするが、たどり着いたときには彼はすでに死んでいた。アトリとオッドルーンの母が蛇に化けて彼を噛んだためであった。
オッドルーンは、詩人が「異なる視点からニーベルング族の没落を描く」ために後世に追加された役柄だと考えられている。また、グンナルとアトリの敵対関係についても、アトリが財宝を欲しがったことだけでなく、オッドルーンとグンナルが恋仲になることが理由として機能している。

#### アトリの歌
『アトリの歌』では、アトリは、富を与えると言いつつ実は彼らを殺すつもりでホグニとグンナルを招待する。グズルーンからの警告が届いていたにもかかわらず、グンナルは行くことにする。彼らはミュルクヴィズを通ってアトリの宮廷へと向かう。到着するや否や、アトリによって二人は捕らえられる。財宝の在り処を聞かれたグンナルは、ホグニが死んだら答えようという。そこでアトリはホグニを殺し、その心臓をグンナルに突き出す。グンナルは笑って、これで財宝の在り処を知るのは自分だけであると述べ、白状を拒む。アトリはグンナルを蛇の穴へと投げ込む。グンナルはハープを弾いて、ついに蛇に噛まれて死ぬ。
『アトリの歌』は、おそらく9世紀に遡り、『詩のエッダ』の中でも最古のものの一つと考えられている。この詩で特に注目すべきは、シグルズがまったく登場しないことである。ミュルクヴィズの存在や語りの無時間性は、歴史的伝説というよりも神話世界の様相を詩に与えている。また、ここでのミュルクヴィズは、11世紀のメルゼブルクのティートマルがMiriquiduiと呼んだエルツ山地を指している可能性がある。

#### グリーンランドのアトリの言葉
『グリーンランドのアトリの言葉』は、『アトリの歌』と同じ物語を語る詩だが、いくつか重要な相違がある。グンナルがアトリの招待を受けたとき、グンナルとホグニはグズルーンからの警告を無視する。ホグニの妻コストベラが行かないようにと詠んだルーンも、グンナルの妻グラウムヴォルが見た不吉な夢も無視する。二人がアトリの宮廷に着いたとき、随行してきたアトリの死者が、二人は死ぬことになると告げる。グンナルとホグニは彼を殺す。グズルーンは二者を調停しようとするが失敗し、兄弟とともに抵抗するが、結局グンナルとホグニは捕まってしまう。アトリはグズルーンに嫌がらせをするためにグンナルとホグニを殺す。蛇の穴に投げ込まれたグンナルは、手を縛られていたためつま先でハープを弾く。果たして彼は噛まれ、死ぬ。

### ヴォルスンガ・サガ
『ヴォルスンガ・サガ』では、グンナルの生涯と事績が散文でより長く語られている。著者が他のテクストを知っていたことを示すものはないが、『詩のエッダ』のものに極めて近いプロットを辿る。著者はノルウェーで活動していたことがあると考えられ、ゲルマン伝承の古ノルド語翻訳である『シズレクのサガ』（1250年頃）を知っていたようである。したがって、『ヴォルスンガ・サガ』は13世紀後半に編纂されたものとされる。
グンナルは、ギューキ王とグリームヒルド妃の息子で、ホグニ、グズルーン、グットルムの兄弟として描かれる。シグルズがブルグント宮廷に着いた後、グンナルは母グリームヒルトからブリュンヒルドとの結婚を勧められる。しかし、ブリュンヒルドは、炎の壁を越えた勇者でなければ結婚しないという。グンナルはこれを成し遂げることができなかったが、シグルズがグンナルに変装して壁を越えてみせる。しかしてブリュンヒルドはグンナルと結婚させられる。しばらくして、グズルーンとブリュンヒルドは、シグルズとグンナルのどちらが地位が高いかで口論になる。グズルーンが結婚の際の偽計を暴露したため、ブリュンヒルドはグンナルに復讐を求める。グンナルはブリュンヒルドの決意を変えることはできず、シグルズを殺すことを決める。グンナルとホグニは、シグルズと何の誓約も結んでいなかった弟グットルムに殺させることにする。凶暴にさせるためにグットルムに狼の肉を食べさせて、眠るシグルズの部屋に差し向ける。果たして暗殺が成功すると、ブリュンヒルドは自害し、グンナルの運命を予言する。
アトリに対してブリュンヒルドの死を償うために、グンナルはシグルズの妻にして自身の妹であるグズルーンをアトリに嫁がせる。グンナルはアトリのもうひとりの妹オッドルーンと結婚しようとしてアトリに拒絶されるが、オッドルーンと関係を持つ。グンナルは代わりにグラウムヴォルという女性と結婚する。しばらくして、妹の復讐と財宝の強奪を目論んだアトリは、グンナルとホグニを宮廷に招待して殺そうとする。グンナルは訝しみ、グズルーンもまた行かないよう警告するが、グンナルとホグニが酔っ払っているときに、アトリの使者に言いくるめられて招待を受けてしまう。妻からの諌めもあったが、二人はアトリの宮廷へと出立する。到着した際、これは罠であると明かした使者を、二人は殺す。アトリは、グンナルがシグルズから奪った財宝を要求し、これをグンナルが断ったため、戦闘が始まる。結局グンナルとホグニは捕虜となる。グンナルは、ホグニの心臓を見るまでは財宝の在り処を明かさないと言う。ホグニの心臓を突きつけられると、グンナルは笑い、いまや財宝の在り処を知るのは自分だけであると述べ、決して吐こうとはしなかった。アトリは命じてグンナルを蛇の穴に投げ込ませる。グンナルは、手を縛られていたためつま先でハープを弾く。果たして彼は噛まれ、死ぬ。

### 図像

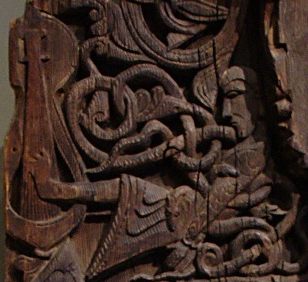
蛇の穴に投げ込まれたグンナル（ヒュルスタード・スターヴ教会、1200年頃）

蛇の穴で死ぬグンナルを描いた図像も多い。ただし、グンナルの物語ができる以前のものもあり、蛇の穴に投げ込まれた男の絵が、すべてグンナルを描いたものではない。ハープが一緒に描かれていれば、それを手がかりにグンナルと同定することができるが、アザルヘイズル・グズムンズドッティルによれば、そもそもハープのエピソード自体がグンナルの物語の一ヴァリアントであり、ハープがないからといってグンナルでないとは言い切れないとしている。
スカンディナヴィアでない地域では、マン島のアンドレアスの十字架（1000年頃）に、グンナルと思しき蛇に囲まれた男の図像が描かれている。ただし、これはロキを描いたものであるとする解釈もある。
グンナルを描いたと考えられる最古の図像は、スウェーデンのヴェステルユングにあるセーデルマンランド石碑である。グズムンズドッティルは、近辺にシグルズ石碑が分布していることを考えると、この図像の男はグンナルである可能性が高いと述べている。
ノルウェーやかつてノルウェー支配下にあったスウェーデンの教会では、門や洗礼盤にグンナルと思われる図像が多く描かれている。早くは12世紀頃、最も早い例で1200年前後に遡る。これらの図像のすべてで、グンナルはハープとともに描かれている。グンナルの死がキリスト教の文脈で扱われていることは、このエピソードがキリスト教的に解釈された、すなわち、預言者ダニエルの予型とみなされたことを示している。
ノルウェー、スウェーデン、ゴトランド島にある7つの図像は、ハープこそ持たないもののグンナルが描かれているという指摘がある。これらの図像は9世紀から11世紀のものであり、グンナルだとすれば他の確実な図像よりも古いことになる。最も古いものは、9世紀のオーセベリ墳丘墓で見つかった荷車に刻まれたものである。ただし、この同定には異論も多い。グズムンズドッティルは、ゴトランドの第一クリンテ・フニンゲ石碑（9～10世紀頃）では、蛇の穴の側に女性が描かれており、これは、グンナルを助けるオッドルーンであると考えられるという。これについては、いずれも明らかに共通の表現がなされていることから、描かれた人物がグンナルであることに彼女は賛成しているものの、他の多くの図像では、グンナルとするはっきりした根拠はない。

## ワーグナーによる創作
ワーグナーの歌劇『ニーベルングの指環』では、グンター（グンテル）はギービッヒとグリームヒルデの息子で、ギービッヒ家の当主である。ハーゲン（ハゲネ）は異父兄弟であり、その父親はドワーフのアルベリッヒである。ハーゲンはグンターとグートルーネを説き伏せてそれぞれブリュンヒルデとジークフリートと結婚させる。その際、ジークフリートに愛の薬を飲ませてブリュンヒルデのことを忘れさせる。ハーゲンがジークフリートを殺した後、彼とグンターは口論となり、ハーゲンはグンターを殺す。

## 注
1. ↑  Millet 2008, p. 118.
2. ↑  Guðmundsdóttir & Cosser 2015, p. 1015.
3. ↑  Gillespie 1973.
4. ↑  Gillespie 1973, p. 136.
5. 1 2 3 4 5 6 7  Anton 1999, p. 193.
6. ↑  Nedoma & Anton 1998, p. 67.
7. 1 2 3 4  Anton 1999, p. 194.
8. ↑  Anton 1981, p. 238.
9. ↑  Anton 1981, pp. 238–240.
10. 1 2  Anton 1981, p. 241.
11. ↑  Nedoma & Anton 1998, p. 69.
12. 1 2  Nedoma & Anton 1998, p. 68.
13. 1 2 3  Gillespie 1973, p. 54.
14. ↑  Millet 2008, p. 109.
15. ↑  Millet 2008, pp. 105–106.
16. ↑  Rosenfeld 1981, p. 233.
17. ↑  Millet 2008, pp. 108–109.
18. ↑  Millet 2008, p. 117.
19. ↑  Millet 2008, p. 198.
20. ↑  Millet 2008, pp. 181–182.
21. ↑  Millet 2008, pp. 183–185.
22. ↑  Millet 2008, pp. 270–273.
23. 1 2 3  Gillespie 1973, p. 55.
24. ↑  Gentry et al. 2011, p. 103.
25. ↑  Gentry et al. 2011, p. 50.
26. 1 2  Millet 2008, p. 264.
27. ↑  Haymes & Samples 1996, p. 114.
28. ↑  Millet 2008, p. 266.
29. ↑  Gentry et al. 2011, p. 76.
30. ↑  Millet 2008, p. 267.
31. ↑  Millet 2008, pp. 273–274.
32. ↑  Millet 2008, pp. 271–272.
33. ↑  Haymes 1988, pp. xxvii–xxix.
34. ↑  Uecker 1972, p. 42.
35. ↑  Gillespie 1973, p. 55 n. 9.
36. ↑  Millet 2008, p. 288.
37. 1 2  Haymes & Samples 1996, p. 119.
38. 1 2  Millet 2008, p. 294.
39. ↑  Millet 2008, pp. 295–296.
40. ↑  Millet 2008, p. 301.
41. ↑  Millet 2008, pp. 296–297.
42. ↑  Würth 2005, p. 426.
43. 1 2  Millet 2008, pp. 297–298.
44. ↑  Millet 2008, p. 298.
45. 1 2  Millet 2008, p. 306.
46. ↑  Haymes & Samples 1996, p. 124.
47. ↑  Millet 2008, p. 49-50.
48. ↑  Millet 2008, p. 48, 51.
49. ↑  Beck 1973, p. 466-467.
50. ↑  Millet, 2008 & pp-58-59.
51. ↑  Gentry et al. 2011, p. 101.
52. ↑  Millet 2008, pp. 299–300.
53. 1 2  Millet 2008, p. 313.
54. ↑  Millet 2008, p. 316.
55. ↑  Gentry et al. 2011, p. 105.
56. ↑  Millet 2008, p. 317.
57. ↑  Guðmundsdóttir 2015, p. 352.
58. ↑  Guðmundsdóttir 2015, p. 353.
59. ↑  Guðmundsdóttir 2015, p. 355.
60. ↑  Millet 2008, p. 169.
61. 1 2  Guðmundsdóttir 2015, p. 360.
62. ↑  Guðmundsdóttir 2015, p. 358.
63. ↑  Guðmundsdóttir 2015, p. 364.
64. ↑  Guðmundsdóttir 2015, pp. 368–370.
65. ↑  Guðmundsdóttir 2015, pp. 370–371.